# Liste der Monuments historiques in Noyers-Pont-Maugis
Die Liste der Monuments historiques in Noyers-Pont-Maugis führt die Monuments historiques in der französischen Gemeinde Noyers-Pont-Maugis auf.

## Liste der Objekte
| Bezeichnung               | Beschreibung                          | Standort                                               | Kennzeichnung | Schutzstatus | Datum | Bild |
| ------------------------- | ------------------------------------- | ------------------------------------------------------ | ------------- | ------------ | ----- | ---- |
| Skulptur Madonna mit Kind | Holz, farbig gefasst, 16. Jahrhundert | Chaumont-Saint-Quentin, in der Kirche St-Pierre (Lage) | PM08000389    | Classé       | 1970  |      |